# Заповіт старого майстра
«Заповіт старого майстра» — радянський чорно-білий дитячо-пригодницький чотирисерійний телефільм 1969 року, знятий режисером Юрієм Степчуком на кіностудії «Узбекфільм».

## Сюжет
Багатосерійний фільм за мотивами повістей Каміла Ікрамова «Вулиця зброярів» та «Кругла печатка».
У руїнах старого ташкентського будинку піонери знайшли зошит бухарського коваля. Про знахідку стало відомо онукові старого майстра — вчителю Талібу Саттаровичу.
- 1 серія — «Клад Чингіз-Хана»
- 2 серія — «Спадкоємець»
- 3 серія — «Нові друзі»
- 4 серія — «Остання сутичка»

## У ролях
- Максуд Мансуров — Таліб Саттарович Саттаров, шкільний вчитель («Скарб Чингіз-хана», «Спадкоємець», «Нові друзі», «Остання сутичка»)
- Аман Бурханов — Таліб, Таліб Саттарович в дитинстві ((озвучила Агарь Власова) «Спадкоємець», «Нові друзі», «Остання сутичка»)
- Алсу Курмаєва — Рая Гученкова, шкільниця-шукачка скарбів («Скарб Чингіз-хана»)
- Юсуп Разиков — Дільшот, шкільник-шукач скарбів ((озвучила Марія Виноградова) «Скарб Чингіз-хана»)
- Бехзод Хамраєв — Шер, шкільник-шукач скарбів («Скарб Чингіз-хана»)
- Іскандер Ташмухамедов — Ахмад Юнусов, шкільник-спортсмен ((озвучила Агарь Власова) «Скарб Чингіз-хана»)
- Валерій Цвєтков — Федір Пшеніцин, начальник НК («Спадкоємець», «Нові друзі», «Остання сутичка»)
- Гані Агзамов — Юсуп-невдаха, дядько Таліба («Спадкоємець»)
- Набі Рахімов — Султан-бек на прізвисько Кур-Султан («Спадкоємець», «Нові друзі», «Остання сутичка»)
- Раззак Хамраєв — Усман-бай, далекий родич Таліба («Спадкоємець», «Нові друзі», «Остання сутичка»)
- Джавлон Хамраєв — Акбаров, міліціонер, слідчий міліції («Спадкоємець», «Нові друзі», «Остання сутичка»)
- Бахтійор Іхтіяров — Анвар, німий «Спадкоємець», «Нові друзі», («Остання сутичка»)
- Вахаб Абдуллаєв — Рахманкул, квартальний підручний Усман-бая («Спадкоємець», «Нові друзі»)
- Сабіт Асомов — Ібрагім, син водоноса Анвара («Спадкоємець»)
- Герман Нурханов — дервіш («Спадкоємець»)
- Зухрітдін Режаметов — Заріф, син Турсана Ходжи («Спадкоємець»)
- Дамір Боронін — Кудрат Карімов («Нові друзі», «Остання сутичка»)
- Файзулла Фахрітдінов — Есон ((озвучила Агарь Власова) «Нові друзі», «Остання сутичка»)
- Шавкат Рустамов — Рахім («Нові друзі», «Остання сутичка»)
- Хікмат Латипов — Махкам-ака Махмудов, голова махаллінської комісії («Нові друзі»)
- Туган Режаметов — Касим Сабіров, шкільний вчитель в Ташкенті («Нові друзі», «Остання сутичка»)
- Сагді Табібуллаєв — Мухтам-ака Таджибеков, бухгалтер («Нові друзі», «Остання сутичка»)
- Раджаб Адашев — Саїдмурад, слуга Усман-бая («Нові друзі», «Остання сутичка»)
- Набі Абдурахманов — Садик Сабіров, син вчителя Касима ((озвучила Марія Виноградова) «Нові друзі», «Остання сутичка»)
- Юлдуз Різаєва — інспектор дитячої кімнати міліції, капітан міліції («Скарб Чингіз-хана»)
- Зульфія Хамраєва — піонерка («Скарб Чингіз-хана»)
- Хабіб Наріманов — старий-пастух («Скарб Чингіз-хана»)
- Ільяс Якубов — епізод («Скарб Чингіз-хана», «Спадкоємець»)
- Х. Ісматуллаєв — епізод («Скарб Чингіз-хана»)
- А. Герасимов — батько Раї («Скарб Чингіз-хана»)
- Уктам Лукманова — епізод («Скарб Чингіз-хана»)
- Закір Мухамеджанов — Саттар, батько Таліба («Спадкоємець»)
- Анвар Кенджаєв — чайханник («Спадкоємець»)
- Іван Шквалов — царський генерал, інженер-фортифікатор («Спадкоємець»)
- Джамал Хашимов — голова стражи Султан-бека («Спадкоємець»)
- Шухрат Іргашев — Насир-Ака, вчитель початкових класів в школі в Бухарі («Спадкоємець»)
- А. Атакулов — епізод («Спадкоємець»)
- Федір Котельников — Тимофій Данилович Пресняков, кондуктор поїзду («Нові друзі»)
- Олексій Розанцев — доктор пастерівського пункта («Нові друзі»)
- А. Шакіров — продавець в магазині («Нові друзі»)
- Шарафат Шакірова — Сабірова, дружина вчителя Касима ((озвучила Марія Виноградова) «Остання сутичка»)
- Д. Дамінова — мати Кудрата («Остання сутичка»)
- В. Говорков — епізод («Остання сутичка»)
- Олександр Колмогоров — епізод («Скарб Чингіз-хана»)
- Василь Омельчук — епізод («Скарб Чингіз-хана»)
- Алла Суркова — епізод («Остання сутичка»)

## Знімальна група
- Режисер — Юрій Степчук
- Сценаристи — Олександр Бізяк, О. Кривошеїн
- Оператор — Леонід Травицький
- Композитор — Богдан Троцюк
- Художник — Євген Пушин